# Massongex
Massongex – miejscowość i gmina (commune) w południowej Szwajcarii, w kantonie Valais, w okręgu (district) Saint-Maurice. Leży nad Rodanem.

## Demografia
W Massongex mieszka 1958 osób. W 2021 roku 18,4% populacji gminy stanowiły osoby urodzone poza Szwajcarią. 

## Transport
Przez teren gminy przebiegają drogi główne nr 21 i nr 146. 